# Chiesa di San Giorgio (Comano Terme)
La chiesa di San Giorgio è una chiesa sussidiaria a Poia, frazione di Comano Terme, in Trentino. Appartiene all'ex-decanato del Lomaso e risale probabilmente ad un periodo attorno al XIII secolo.

## Storia

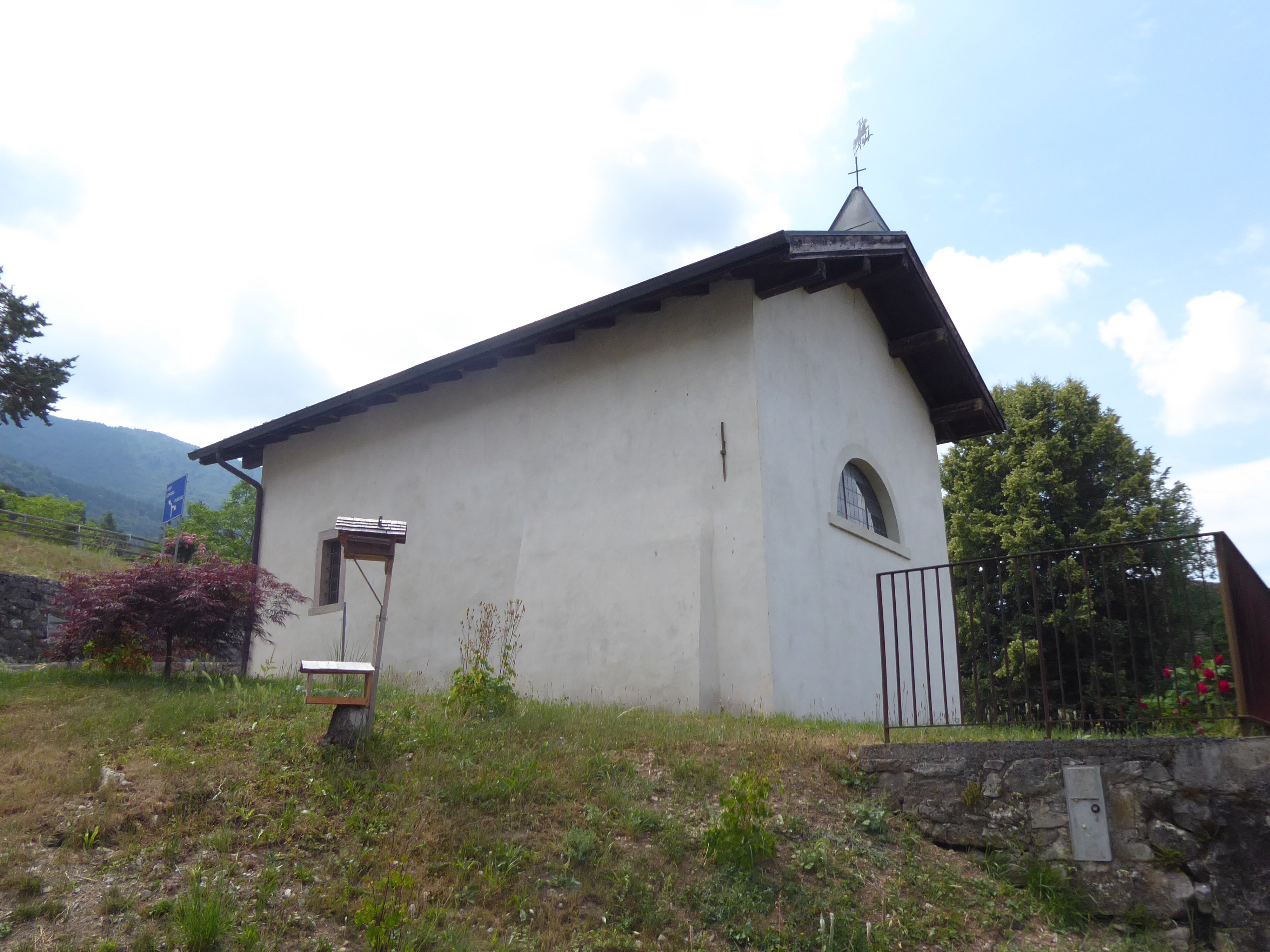
Chiesa di San Giorgio a Poia

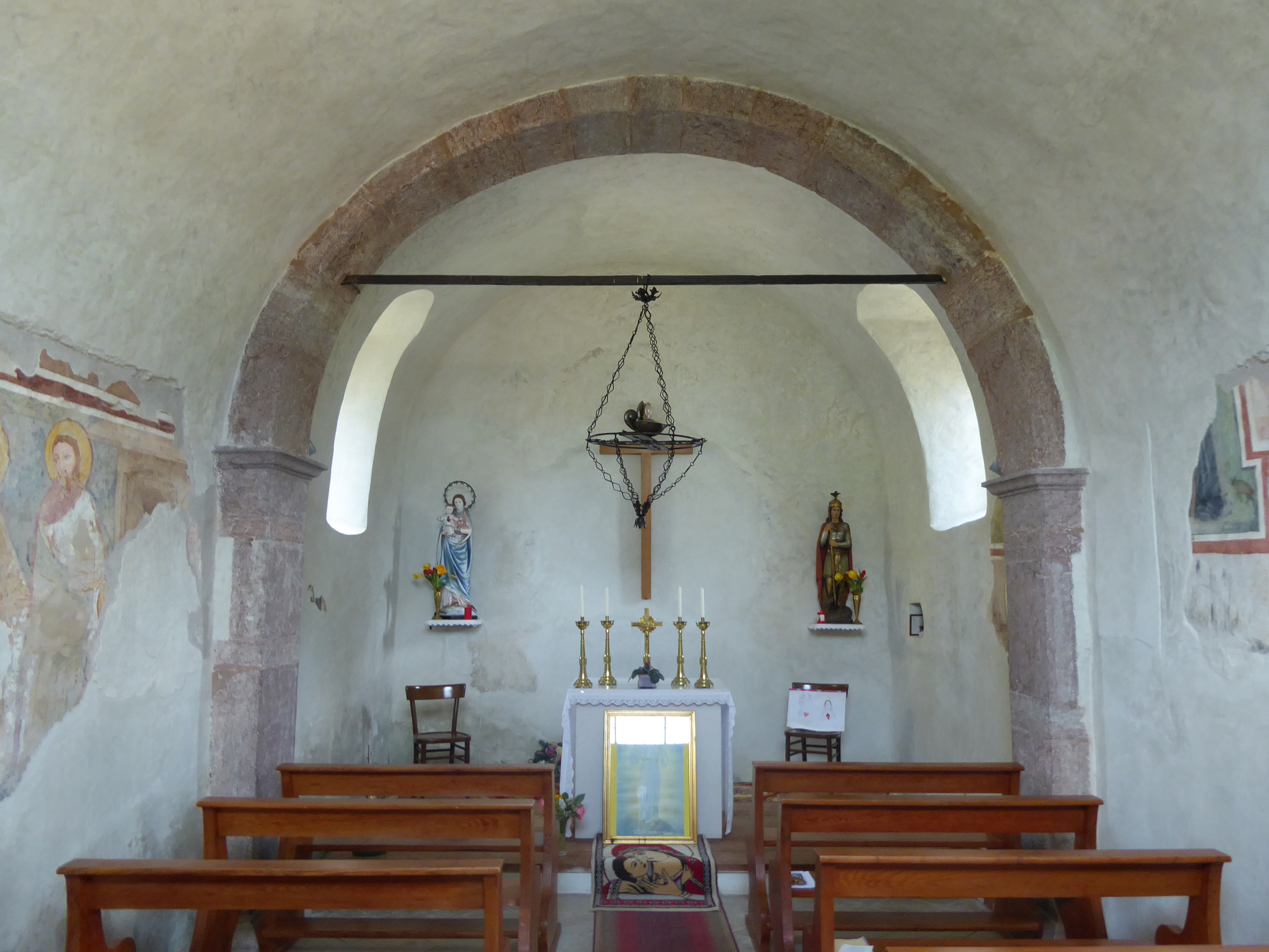
Interno

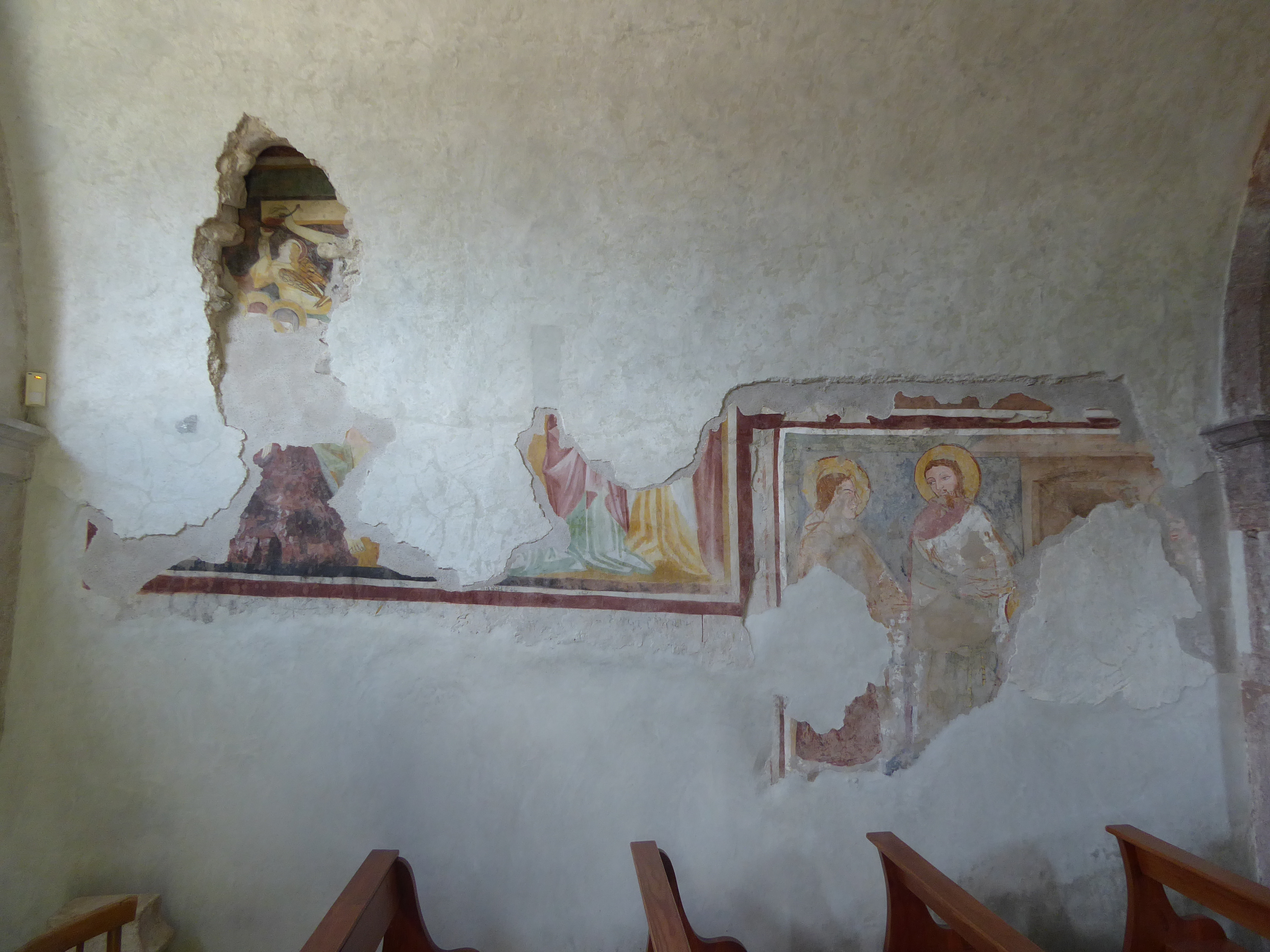
Resti di affreschi sulla parete sinistra

Nel 1330 la piccola chiesa di San Giorgio venne citata per la prima volta in un documento ma la sua fondazione rimane incerta, e piccoli frammenti di un affresco ritrovati all'interno dell'edificio testimoniano che probabilmente la sua costruzione è avvenuta attorno al XIII secolo. I primi interventi datati riguardanti le decorazioni ad affresco risalgono all'inizio del XV secolo. Nel XVIII secolo l'edificio fu oggetto di ristrutturazione, con interventi alla copertura ed alla sua tinteggiatura, e lavori analoghi si ebbero anche nel secolo successivo. La torre campanaria venne eretta nel 1902 e subito dopo tutto l'edificio venne ristrutturato. Attorno alla metà del XX secolo, dopo un'intensa nevicata, si verificò un cedimento strutturale delle fondamenta del presbiterio, che crollò. Fino al 1956 si resero così necessari interventi di restauro importanti. Il crollo del presbiterio rese possibile attuare il capovolgimento dell'orientamento dell'edificio con l'erezione di una nuova facciata e inoltre furono riviste le coperture della chiesa e del campanile, la pavimentazione della sala e furono montati nuovi infissi. Un recente restauro si è concluso nel 2003.

## Descrizione

### Esterni
La piccola chiesa si trova dnell'abitato di Poia, frazione di Comano Terme, in Trentino. Costruita su un terreno digradante verso ovest mostra orientamento tradizionale verso est. L'accesso è posto sulla facciata del lato ovest.

### Interni
La navata interna è unica con due arcate trasversali e con volta a botte. Il presbiterio è leggermente rialzato. I frammenti di affreschi che sono conservati nella sala e risalenti al XV secolo sono di particolare interesse storico ed artistico.